# Mistrzostwa Świata w Piłce Nożnej 2026 (eliminacje strefy CAF)/Grupa B
Ten artykuł dotyczy trwającego lub niedawnego wydarzenia sportowego. Informacje w nim zamieszczone mogą się zmienić lub zdezaktualizować wraz z postępem zdarzenia. Początkowe doniesienia, wyniki lub statystyki mogą być niepewne. Ostatnie aktualizacje do tego artykułu mogą nie odzwierciedlać najbardziej aktualnych informacji.
W Grupie B pierwszej rundy eliminacji do Mistrzostw Świata 2026 biorą udział następujące zespoły:
- Senegal
- Demokratyczna Republika Konga
- Mauretania
- Togo
- Sudan
- Sudan Południowy

## Tabela
| Lp. | Drużyna                       | M | Z | R | P | B+ | B- | +/– | Pkt | Kwalifikacja                     |     | Demokratyczna Republika Konga | Senegal | Sudan | Togo | Sudan Południowy | Mauretania |
| --- | ----------------------------- | - | - | - | - | -- | -- | --- | --- | -------------------------------- | --- | ----------------------------- | ------- | ----- | ---- | ---------------- | ---------- |
| 1   | Demokratyczna Republika Konga | 6 | 4 | 1 | 1 | 7  | 2  | +5  | 13  | Awans na Mistrzostwa Świata 2026 |     |                               | wrz     | paź   | 1–0  | 1–0              | 2–0        |
| 2   | Senegal                       | 6 | 3 | 3 | 0 | 8  | 1  | +7  | 12  | Możliwy awans do drugiej rundy   |     | 1–1                           |         | wrz   | 2–0  | 4–0              | paź        |
| 3   | Sudan                         | 6 | 3 | 3 | 0 | 8  | 2  | +6  | 12  |                                  |     | 1–0                           | 0–0     |       | 1–1  | 1–1              | paź        |
| 4   | Togo                          | 6 | 0 | 4 | 2 | 4  | 7  | −3  | 4   |                                  | paź | 0–0                           | wrz     |       | 1–1  | 2–2              |            |
| 5   | Sudan Południowy              | 6 | 0 | 3 | 3 | 2  | 10 | −8  | 3   |                                  | wrz | paź                           | 0–3     | paź   |      | 0–0              |            |
| 6   | Mauretania                    | 6 | 0 | 2 | 4 | 2  | 9  | −7  | 2   |                                  | 0–2 | 0–1                           | 0–2     | wrz   | wrz  |                  |            |

## Wyniki
| 15 listopada 202317:00 CET | Demokratyczna Republika Konga | 2:0(0:0) | Mauretania | Stade des Martyrs, Kinszasa Sędzia: Elmabrouk Muhammad |
| 15 listopada 202317:00 CET | Wissa 62' · Bongonda 81'      | 2:0(0:0) |            | Stade des Martyrs, Kinszasa Sędzia: Elmabrouk Muhammad |

| 16 listopada 202317:00 CET | Sudan       | 1:1(1:1) | Togo       | Stadion Męczenników Lutego, Benina (Libia) Sędzia: Andofetra Rakotojaona |
| 16 listopada 202317:00 CET | M. Eisa 17' | 1:1(1:1) | 43' Denkey | Stadion Męczenników Lutego, Benina (Libia) Sędzia: Andofetra Rakotojaona |

| 18 listopada 202320:00 CET | Senegal                                        | 4:0(3:0) | Sudan Południowy | Stade Abdoulaye-Wade, Diamniadio Sędzia: Retselisitsoe Molise |
| 18 listopada 202320:00 CET | P. M. Sarr 1' · Mané 06', 56' (k) · Camara 45' | 4:0(3:0) |                  | Stade Abdoulaye-Wade, Diamniadio Sędzia: Retselisitsoe Molise |

| 19 listopada 202317:00 CET | Sudan             | 1:0(0:0) | Demokratyczna Republika Konga | Stadion Męczenników Lutego, Benina (Libia) Widzów: 3 700 Sędzia: Bamlak Tessema Weyesa |
| 19 listopada 202317:00 CET | Pickel 79' (sam.) | 1:0(0:0) |                               | Stadion Męczenników Lutego, Benina (Libia) Widzów: 3 700 Sędzia: Bamlak Tessema Weyesa |

| 21 listopada 202317:00 CET | Sudan Południowy | 0:0(0:0) | Mauretania | Stade Abdoulaye-Wade, Diamniadio (Senegal) Sędzia: Patrice Milazare |
| 21 listopada 202317:00 CET |                  | 0:0(0:0) |            | Stade Abdoulaye-Wade, Diamniadio (Senegal) Sędzia: Patrice Milazare |

| 21 listopada 202317:00 CET | Togo | 0:0(0:0) | Senegal | Stade de Kégué, Lomé Sędzia: Mustapha Ghorbal |
| 21 listopada 202317:00 CET |      | 0:0(0:0) |         | Stade de Kégué, Lomé Sędzia: Mustapha Ghorbal |

| 5 czerwca 202418:00 CEST | Togo      | 1:1(0:0) | Sudan Południowy  | Stade de Kégué, Lomé Sędzia: Celso Alvação |
| 5 czerwca 202418:00 CEST | Narey 61' | 1:1(0:0) | 68' (sam.) Aholou | Stade de Kégué, Lomé Sędzia: Celso Alvação |

| 6 czerwca 202418:00 CEST | Mauretania                     | 0:2(0:2) | Sudan | Stade Cheikha Ould Boïdiya, Nawakszut Sędzia: Daniel Nii Laryea |
| 6 czerwca 202418:00 CEST | 15' Thierry · 29' (sam.) Abeid | 0:2(0:2) |       | Stade Cheikha Ould Boïdiya, Nawakszut Sędzia: Daniel Nii Laryea |

| 6 czerwca 202421:00 CEST | Senegal       | 1:1(1:0) | Demokratyczna Republika Konga | Stade Abdoulaye-Wade, Diamniadio Sędzia: Ibrahim Mutaz |
| 6 czerwca 202421:00 CEST | I. Sarr 45+1' | 1:1(1:0) | 85' Mayele                    | Stade Abdoulaye-Wade, Diamniadio Sędzia: Ibrahim Mutaz |

| 9 czerwca 202418:00 CEST | Demokratyczna Republika Konga | 1:0(1:0) | Togo | Stade des Martyrs, Kinszasa Sędzia: Mehrez Malki |
| 9 czerwca 202418:00 CEST | Elia 6'                       | 1:0(1:0) |      | Stade des Martyrs, Kinszasa Sędzia: Mehrez Malki |

| 9 czerwca 202418:00 CEST | Mauretania    | 0:1(0:1) | Senegal | Stade Cheikha Ould Boïdiya, Nawakszut Sędzia: Samir Guezzaz |
| 9 czerwca 202418:00 CEST | 27' H. Diallo | 0:1(0:1) |         | Stade Cheikha Ould Boïdiya, Nawakszut Sędzia: Samir Guezzaz |

| 11 czerwca 202414:00 CEST | Sudan Południowy                           | 0:3(0:1) | Sudan | Juba Stadium, Dżuba Sędzia: Ahmad Heeralall |
| 11 czerwca 202414:00 CEST | 45+3' Khedr · 51' Muzmel · 78' Abdelrahman | 0:3(0:1) |       | Juba Stadium, Dżuba Sędzia: Ahmad Heeralall |

| 21 marca 202517:00 CET | Demokratyczna Republika Konga | 1:0(1:0) | Sudan Południowy | Stade des Martyrs, Kinszasa Sędzia: Celso Alvação |
| 21 marca 202517:00 CET | Bongonda 45+3'                | 1:0(1:0) |                  | Stade des Martyrs, Kinszasa Sędzia: Celso Alvação |

| 22 marca 202517:00 CET | Togo                   | 2:2(1:0) | Mauretania              | Stade de Kégué, Lomé Sędzia: Amin Omar |
| 22 marca 202517:00 CET | Klidjé 4' · Denkey 69' | 2:2(1:0) | 52' Koita · 55' Mahmoud | Stade de Kégué, Lomé Sędzia: Amin Omar |

| 22 marca 202520:00 CET | Sudan | 0:0(0:0) | Senegal | Stadion Męczenników Lutego, Bengazi (Libia) Sędzia: Tanguy Mebiame |
| 22 marca 202520:00 CET |       | 0:0(0:0) |         | Stadion Męczenników Lutego, Bengazi (Libia) Sędzia: Tanguy Mebiame |

| 25 marca 202520:00 CET | Sudan       | 1:1(0:0) | Sudan Południowy | Stadion Męczenników Lutego, Bengazi (Libia) Sędzia: Jean Ouattara |
| 25 marca 202520:00 CET | M. Eisa 76' | 1:1(0:0) | 90+8' Sebit      | Stadion Męczenników Lutego, Bengazi (Libia) Sędzia: Jean Ouattara |

| 25 marca 202522:00 CET | Senegal                          | 2:0(1:0) | Togo | Stade Abdoulaye-Wade, Diamniadio Sędzia: Peter Waweru |
| 25 marca 202522:00 CET | P. M. Sarr 35' · Boma 67' (sam.) | 2:0(1:0) |      | Stade Abdoulaye-Wade, Diamniadio Sędzia: Peter Waweru |

| 25 marca 202522:00 CET | Mauretania             | 0:2(0:1) | Demokratyczna Republika Konga | Stade Municipal de Nouadhibou, Nawazibu Sędzia: Mohamed Athoumani |
| 25 marca 202522:00 CET | 3' Pickel · 83' Mayele | 0:2(0:1) |                               | Stade Municipal de Nouadhibou, Nawazibu Sędzia: Mohamed Athoumani |

| 2025-09-dataCEST | Mauretania |  | Togo |  |
| 2025-09-dataCEST |            |  |      |  |

| 2025-09-dataCEST | Sudan Południowy |  | Demokratyczna Republika Konga |  |
| 2025-09-dataCEST |                  |  |                               |  |

| 2025-09-dataCEST | Senegal |  | Sudan |  |
| 2025-09-dataCEST |         |  |       |  |

| 2025-09-dataCEST | Demokratyczna Republika Konga |  | Senegal |  |
| 2025-09-dataCEST |                               |  |         |  |

| 2025-09-dataCEST | Mauretania |  | Sudan Południowy |  |
| 2025-09-dataCEST |            |  |                  |  |

| 2025-09-dataCEST | Togo |  | Sudan |  |
| 2025-09-dataCEST |      |  |       |  |

| 2025-10-dataCEST | Sudan Południowy |  | Senegal |  |
| 2025-10-dataCEST |                  |  |         |  |

| 2025-10-dataCEST | Togo |  | Demokratyczna Republika Konga |  |
| 2025-10-dataCEST |      |  |                               |  |

| 2025-10-dataCEST | Sudan |  | Mauretania |  |
| 2025-10-dataCEST |       |  |            |  |

| 2025-10-dataCEST | Demokratyczna Republika Konga |  | Sudan |  |
| 2025-10-dataCEST |                               |  |       |  |

| 2025-10-dataCEST | Sudan Południowy |  | Togo |  |
| 2025-10-dataCEST |                  |  |      |  |

| 2025-10-dataCEST | Senegal |  | Mauretania |  |
| 2025-10-dataCEST |         |  |            |  |

## Strzelcy

### 2 gole
- Théo Bongonda
- Fiston Mayele
- Sadio Mané
- Pape Matar Sarr
- Mohamed Eisa
- Kévin Denkey

### 1 gol
- Meschak Elia
- Charles Pickel
- Yoane Wissa
- Aboubakary Koita
- Abdallahi Mahmoud
- Lamine Camara
- Habib Diallo
- Ismaïla Sarr
- Mohamed Abdelrahman
- Walieldin Khedr
- Yaser Muzmel
- Saif Thierry
- David Omot Sebit
- Thibault Klidjé
- Khaled Narey

### Gole samobójcze
- Charles Pickel (dla  Sudanu)
- Aly Abeid (dla  Sudanu)
- Roger Aholou (dla  Sudanu Południowego)
- Kévin Boma (dla  Senegalu)